# Bassem Ben Nasser
Bassem Ben Nasser, né le 9 août 1982 à Kairouan, est un footballeur tunisien jouant au poste de milieu de terrain.

## Clubs
- avant 2006 : Jeunesse sportive kairouanaise (Tunisie)
- 2006-2009 : Étoile sportive du Sahel (Tunisie)
- 2009 : Jeunesse sportive kairouanaise (Tunisie)
- 2009-2010 : Club athlétique bizertin (Tunisie)
- 2010-2012 : Espoir sportif de Hammam Sousse (Tunisie)
- 2014-2017 : Croissant sportif de M'saken (Tunisie)

## Palmarès
- Coupe de la confédération : 2006
- Ligue des champions de la CAF : 2007
- Coupe de la Ligue tunisienne de football : 2005